# L'Auberge sanglante
L'Auberge sanglante est un jeu de société créé par Nicolas Robert et édité en 2015 par Pearl Games,. Une extension nommée L'Auberge sanglante : Les Forains a été éditée dès 2017.

## Thème
Plusieurs cupides paysans créent une auberge dans un petit village français d'Ardèche de mettre en place un stratagème qui leur permettrait de récupérer de l'argent,. Ils souhaitent dérober l'argent aux visiteurs : ceux-ci n'en sortiront pas tous vivants .